# U. S. Steel Košice
U. S. Steel Košice, s.r.o. er en slovakisk stålproducent, der er lokaliseret i Košice. I år 2000 blev aktiverne i det tidligere Východoslovenské železiarne (VSŽ) Košice overtaget af U.S. Steel. I 2019 var der 10.478 ansatte i virksomheden.